# Terry Todd
Todd Terry (Texas, 31 de dezembro de 1937 – Texas, 7 de julho de 2018) foi um levantador de peso Olímpico americano. 

## Carreira
Terry foi cofundador da H. J. Lutcher Stark Centro de Cultura Física e Esportes, co-editor de Ferro Jogo Histórico: Revista de Cultura Física, e criador e diretor de eventos da Arnold Forte Clássico.
Terry morreu em 7 de julho de 2018, na cidade de Austin, Texas, na idade de 80 anos.